# Fortunato Baliani
Fortunato Baliani (* 6. Juli 1974 in Foligno, Italien) ist ein ehemaliger italienischer Radrennfahrer.
Er begann seine Profikarriere 1998 beim Team Kross. Nach nur einem Jahr ging er zu Selle Italia, die das Team als Hauptsponsor übernahmen. Danach wechselte das Team wieder mehrmals den Sponsor, Baliani blieb dem Team jedoch bis Ende der Saison 2002 treu. Zur Saison 2003 wechselte er zu Formaggi Pinzolo Fiavè-Ciarrocchi Immobiliare. Von 2004 bis 2009 fuhr er für Ceramica Panaria-Navigare bzw. nach teilweisem Sponsorenwechsel CSF Group-Navigare.
Bis 2013 bestritt Baliani acht Mal den Giro d’Italia und erreichte sieben Mal das Ziel in Mailand; seine beste Platzierung erreichte er im Jahre 2008 mit Rang zwölf.

## Erfolge
2001
- 2. Platz Gesamtwertung Marokko-Rundfahrt

2002
- Vuelta a Cundinamarca

2005
- 2. Platz GP Schwarzwald
- 2. Platz Tour of Slovenia

2006
- Subida al Naranco
- 3. Platz Bergwertung des Giro d’Italia

2007
- Gran Premio Città di Camaiore

2009
- Giro della Provincia Reggio-Calabria

2011
- eine Etappe und Gesamtwertung Tour de Kumano
- Gesamtwertung Brixia Tour

2012
- eine Etappe und Gesamtwertung Tour of Japan
- eine Etappe und Gesamtwertung Tour de Kumano
- eine Etappe Serbien-Rundfahrt

2013
- Gesamtwertung Tour of Japan

## Teams
- 1997: Kross-Montanari-Selle Italia (Stagiaire)
- 1998: Kross-Selle Italia (Stagiaire)
- 1999: Selle Italia
- 2000: Aguardiente Néctar-Selle Italia
- 2001: Selle Italia-Pacific
- 2002: Colombia-Selle Italia
- 2003: Formaggi Pinzolo Fiavè-Ciarrocchi Immobiliare
- 2004–2007: Ceramica Panaria-Navigare
- 2008–2009: CSF Group-Navigare
- 2010: Miche
- 2011: D’Angelo & Antenucci-Nippo
- 2012: Team Nippo
- 2013: Team Nippo-De Rosa
- 2014: Christina Watches-Kuma (bis 01.07.)

| Personendaten    | Personendaten               |
| ---------------- | --------------------------- |
| NAME             | Baliani, Fortunato          |
| KURZBESCHREIBUNG | italienischer Radrennfahrer |
| GEBURTSDATUM     | 6. Juli 1974                |
| GEBURTSORT       | Foligno                     |